# Charles McCallister
Charles Harold Dutch McCallister (14. oktober 1903 i Madison i Syd-Dakota – 22. oktober 1997 i Los Angeles i Californien) var en amerikansk vandpolospiller som deltog i de olympiske lege 1932 i Los Angeles og 1936 i Berlin. 
McCallister vandt en bronzemedalje i vandpolo under OL 1932 i Los Angeles. Han var med på det amerikanske hold som kom på en tredjeplads efter Ungarn og Tyskland. Han spillede med i alle fire kampe. 
Fire år senere, under OL 1936 i Berlin, var han med på det amerikanske vandpolohold som blev slået ud efter indledende runde, hvor han spillede med i alle tre kampe.